# Валері Трієрвейлер
Валері Тріервейлер (фр. Valérie Trierweiler), до шлюбу Массоно (фр. Valérie Massonneau; нар. 16 лютого 1965, Анже, Пеї-де-ла-Луар, Франція) — французька телеведуча, журналістка, письменниця, політична діячка. Перша леді Франції (15 травня 2007- 25 січня 2014), у фактичному шлюбі з президентом Франції Франсуа Олландом з 2007 по січень 2014. Наступниця: Бріжит Макрон.

## Життєпис
Валері Массоно народилася в Анже п'ятою із шести дітей в сім'ї. Її батько Жан Ноель Массоно в 13 років під час Другої світової війни підірвався на міні і втратив ногу, помер у віці 53 років. Її дід і прадід володіли банком Massoneau & Co, котрий у 1950 році продали французькому банку Credit de l'Ouest. Матір працювала в Анже на ковзанці до смерті батька.
Валері Массоно вивчала історію і політологію, а в 1988 році здобула ступінь маґістра політології у Сорбонні.

### Журналістська кар'єра
В 2005 році Валері вела політичне ток-шоу на телеканалі Direct 8, а до 2007 року- щотижневе ток-шоу Le Grand 8. В 2012 році після обрання її чоловіка президентом, Валері Тріервейлер заявила, що буде продовжувати контракт з журналом Paris Match.

## Особисте життя
Перший шлюб з другом дитинства Франком був бездітним і закінчився розлученням. У другому шлюбі з заступником головного редактора журналу Paris Match Денісом Трієйвейлером народила трьох дітей. Їх шлюбнорозлучений процес тривав протягом трьох років (2007-2010), після чого залишила прізвище чоловіка
Під час парламентських виборів 1988 року познайомилася з Франсуа Олландом, що був у громадянських стосунках з французькою політикинею Сеголен Руаяль. Стосунки вони почали у 2005 році, коли Валері була ще одружена, про що вони розповіли у жовтні 2010 року після публічного оголошення про розлучення Олланда.
10 січня 2014 року, після скандальної публікації в журналі "Closer" про роман Франсуа Олланда з акторкою Жюлі Гає Валері Трієрвейлер була госпіталізована в одну із паризьких лікарень. 
25 січня 2014 року президент Франції Франсуа Олланд оголосив про розрив своїх стосунків з Валері Трієрвейлер.